# Coppa Bologna
La Coppa Bologna è una corsa in linea maschile di ciclismo su strada che si disputa ogni anno a Chiusi (provincia di Siena), in Italia. È riservata alle categorie Elite e Under-23, ed è classificata come gara UCI 1.12. 

## Storia
La prima edizione della Coppa Bologna fu disputata nel 1929, nel territorio della provincia di Siena, con partenza ed arrivo a Montallese, frazione di Chiusi. La manifestazione sportiva era stata organizzata con il contributo finanziario del Dott. Francesco Bologna, da cui la denominazione. Nel 1931 non è disputata, ma dal 1934 è inclusa nel Campionato Regionale Toscano. L'edizione di quell'anno vede la vittoria di Gino Bartali, quale membro della squadra S.S. Aquila. Nel 1935 a vincere è Gabriele Diodato. Non disputata nel biennio 1936-1937, vede la vittoria di Francesco Doccini nel 1940.
La manifestazione subirà una delle interruzioni più lunghe nel periodo della Seconda guerra mondiale, dal 1941 al 1948. Nel 1949 si costituisce l'Unione Sportiva Montallese che organizzerà le edizioni da quell'anno al 1956. Nel 1955 vince Sante Ranucci; nel 1956 Aurelio Cestari. Dopo un'interruzione della durata di un decennio (1957-1967), l'edizione successiva è quella del 1968. La gara del 1971 sarà vinta da Francesco Moser, quella del 1976 sarà vinta da Leonardo Mazzantini, quella del 1980 da Flavio Zappi, quella del 1985 da Franco Ballerini. Nuove interruzioni si verificanno nel biennio 1987-1988 e successivamente dal 1993-2009, con l'edizione del 1990 vinta da Roberto Petito.
La corsa riprende nel 2010 e dall'anno seguente è gara Nazionale per Elite Under 23; Nel 2014 la gara è stata valida per il Campionato Italiano Strada Elite S.C. (categoria UCI 1.12). Nel 2025 si è disputata come gara regionale (categoria UCI 1.19).

## Albo d'oro
Aggiornato all'edizione 2025
| Anno      | Vincitore            | Secondo              | Terzo                 | Coppa Bologna per società          |
| --------- | -------------------- | -------------------- | --------------------- | ---------------------------------- |
| 1929      | Luciano Brunori      | Aminto Rossi         | Mario Zambelli        | Mens Sana (SI)                     |
| 1930      | Luigi Papeschi       | Ostilio Sonetti      | Agostino Bellandi     | Mens Sana (SI)                     |
| 1931      | non disputata        |                      |                       |                                    |
| 1932      | Luciano Brunori      | Ascanio Arcangeli    | Adolfo Bordoni        | Veloce Club Perugino               |
| 1933      | Ernesto Taddei       | Oscar Baronti        | Aimone Landi          | U.C. Grossetana                    |
| 1934      | Gino Bartali         | Carlo Fabiani        | Augusto Ciappelli     | G.S. Linari (FI)                   |
| 1935      | Gabriele Diodato     | Sconosciuto          | Sconosciuto           | Sconosciuta                        |
| 1936-37   | non disputata        |                      |                       |                                    |
| 1938      | Silvano Tucci        | Ennio Nardini        | Gino Fondi            | Dopolavoro Taddei Empoli           |
| 1939      | Giuseppe Savelli     | Augusto Gregori      | Pietro Boldrini       | Dopolavoro Carrozze Letto Roma     |
| 1940      | Francesco Doccini    | Sconosciuto          | Sconosciuto           | Sconosciuta                        |
| 1941-48   | non disputata        |                      |                       |                                    |
| 1949      | Raffaello Benedetti  | Marcello Ciolli      | Girardengo Bernardini | U.C. Pontedera (PI)                |
| 1950      | Danilo Dionisi       | Mario Dell'Agnello   | Domenico Innocenti    | U.S. Chiancianese (SI)             |
| 1951      | Gaspare Romiti       | Pietro Sartori       | Mario Balsimini       | S.S. Tempora Bettolle (SI)         |
| 1952      | Franco Mari          | Giovanni Bindi       | Idrio Bui             | S.S. Tempora Bettolle (SI)         |
| 1953      | Pietro Randazzo      | Fernando Desideri    | Vincenzo Ferretti     | S.C. Pedale Senese                 |
| 1954      | Mario Tosato         | Sergio Semprini      | Alvaro Faggiani       | S.S. Mengoli Bologna               |
| 1955      | Sante Ranucci        | Arnaldo Alberti      | Quinto Furloni        | Alfa Cure Firenze                  |
| 1956      | Aurelio Cestari      | Idrio Bui            | Osvaldo Lelli         | G.S. Centro Italia Foligno         |
| 1957-67   | non disputata        |                      |                       |                                    |
| 1968      | Alberto Bitossi      | Giuseppe Trinci      | Donato Giuliani       | Monsummanese Biagiotti (PT)        |
| 1969      | Piero Spinelli       | Silvano Ravagli      | Gianfranco Tavarelli  | Cimot Casellina                    |
| 1970      | Marino Conton        | Silvano Ravagli      | Giorgio Morbiato      | S.C. Padovani                      |
| 1971      | Francesco Moser      | Marino Conton        | Arcangelo Pica        | G.S. Bottegone Mobiexport          |
| 1972      | Jan Smyrak           | Jerry Swirko         | Claudio Guarnieri     | Nazionale Polonia                  |
| 1973      | Salvatore Ghisellini | Bruce Biddle         | Natalino Bernardis    | G.S. Itla                          |
| 1974      | Salvatore Ghisellini | Armando Montagni     | Osvaldo Carpené       | S.C. Pedale Ravennate              |
| 1975      | Giuseppe Mori        | Giuseppe Fatato      | Antonio Bonini        | A.S. Cofar Pineta Ravenna          |
| 1976      | Leonardo Mazzantini  | Andrea Checchi       | Vito Da Ros           | S.C. Castello CHI-MA               |
| 1977      | Giuseppe Solfrini    | Riccardo Volpi       | Valter Santeroni      | G.S. Lambrusco Giacobazzi          |
| 1978      | Gino Tigli           | Cesare Sartini       | Pietro Giannarelli    | G.S. Del Tongo                     |
| 1979      | Moreno Casalini      | Walter Pettinati     | Salvatore D'Amico     | G.S. Essebi Colnago Empoli         |
| 1980      | Flavio Zappi         | Ermino Olmati        | Piergiorgio Angeli    | G.S. Monti Guerciotti (MI)         |
| 1981      | Alessio Lucchesi     | Ivano Maffei         | Juri Naldi            | G.S. Maltinti Lampadari Empoli     |
| 1982      | Juri Naldi           | Leo Ferrari          | Stefano Alderighi     | G.S. Betonval (PG)                 |
| 1983      | Sauro Varocchi       | Tiziano Brogi        | Franco Cavicchi       | G.S. Magniflex Isoblock            |
| 1984      | Enrico Galleschi     | Franco Cavicchi      | Dario Montani         | G.S. Isal Tessari                  |
| 1985      | Franco Ballerini     | Daniele Asti         | Sandro Manzi          | G.S. Magniflex Centroscarpa        |
| 1986      | Salvatore Caruso     | Stefano Casagrande   | Antonio Fanelli       | G.S. Baldacci Fanini               |
| 1987-88   | non disputata        |                      |                       |                                    |
| 1989      | Sandro Manzi         | Angelo Citracca      | Franco Cavicchi       | G.S. Poltroarredo Chiti            |
| 1990      | Roberto Petito       | Giuseppe Bellino     | Gianluigi Ciacci      | U.S. Fracor Modolo                 |
| 1991      | Sandro Manzi         | David Tani           | Roberto Petito        | G.S. San Sebastiano                |
| 1992      | Alessandro Calzolari | Francesco Secchiari  | Alessio Galletti      | G.S. Grassi Filati Alessandra      |
| 1993-2009 | non disputata        |                      |                       |                                    |
| 2010      | Emiliano Betti       | Davide Mucelli       | Matteo Di Serafino    | Gragnano S.C.-Team Bicidea         |
| 2011      | Ilja Gorodničev      | Paolo Centra         | Davide Mucelli        | Team Hopplà-Truck Italia           |
| 2012      | Alessio Taliani      | Innocenzo Di Lorenzo | Luca Wackermann       | Futura Team Matricardi             |
| 2013      | Pierre Paolo Penasa  | Marcin Mrozek        | Alessio Taliani       | Zalf-Euromobil-Désirée-Fior        |
| 2014      | Davide Pacchiardo    | Evgeny Krivosheev    | Marco D'Urbano        | U.S. Fausto Coppi Gazzera Videa    |
| 2015      | Marcin Mrozek        | Giuseppe Brovelli    | Federico Borella      | Vejus-TMF-Cicli Magnum             |
| 2016      | Filippo Zaccanti     | Michael Delle Foglie | Antonio Merolese      | Team Colpack                       |
| 2017      | Raimondas Rumšas     | Giovanni Petroni     | Simone Bettinelli     | Team Palazzago Amarù               |
| 2018      | Filippo Fiorelli     | Einer Rubio          | Tommaso Fiaschi       | Gragnano Sporting Club             |
| 2019      | Raffaele Radice      | Riccardo Marchesini  | Claudio Longhitano    | VPM Porto Sant'Elpidio             |
| 2020      | non disputata        |                      |                       |                                    |
| 2021      | Riccardo Lucca       | Edoardo Zambanini    | Paul Double           | General Store Essegibi F.lli Curia |
| 2022      | non disputata        |                      |                       |                                    |
| 2023      | Galimberti Francesco | Edoardo Zamperini    | Cristian Rico Lemus   | Biesse-Carrera                     |
| 2024      | Guerra Andrea        | Di Felice Francesco  | Crescioli Giosuè      | Zalf-Euromobil-Désirée-Fior        |
| 2025      | Manenti Marco        | Woode George         | Ansaloni Emanuele     | Team Hopplà                        |